# Roulis

Roulis commandé par les ailerons à l'extrémité des ailes de l'appareil.

Le roulis est un mouvement de rotation d'un mobile autour de son axe longitudinal (axe de roulis). La vitesse angulaire de cette rotation est aussi appelée taux de roulis.

## Aéronautique

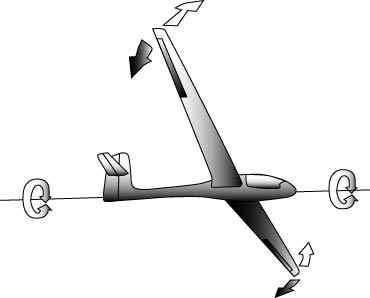
Axe de roulis.

En aviation, ce mouvement est commandé par une action latérale sur le manche. Le manche commande à son tour la déflexion de surfaces mobiles situées sur l'aile : les ailerons.
Les déflexions en sens opposé de ces surfaces génèrent des forces aérodynamiques et un moment de roulis. Si l'avion présente un dièdre suffisant, le roulis peut être obtenu en actionnant la gouverne de direction. 
Certains avions non équipés d'ailerons (planeurs dits « deux axes », avions de type « Pou-du-ciel ») effectuent le virage de cette façon.

## Marine

Mouvement de roulis sur un bateau (6)

### Définition
Le roulis désigne le mouvement de rotation d'un bateau autour d'un axe longitudinal, il crée une oscillation latérale alternativement sur tribord et sur bâbord,,. Lorsque l'inclinaison est continue, on parle de gîte.
Il est principalement lié à l'action des vagues et du vent. Il est l'un des trois mouvements possibles d'un navire avec le tangage et le lacet.

### Causes
L'état de la mer est à l'origine de ce phénomène. Le navire roule lorsque la houle ou les vagues le prennent par le travers. Il arrive également que certains navires roulent fortement dans une mer venant presque de l'avant à cause d'un couplage entre le tangage et le roulis.
Lorsque les périodes des vagues se rapprochent de la période propre de roulis, l'amplitude des mouvements est accentuée par une résonance. Lorsque la raideur du système (la stabilité du navire) est suffisamment faible, toute augmentation de celle-ci conduit donc à une amplification du roulis.

### Période propre
Comme dans tout système stable, au roulis est attachée une période propre des oscillations libres qui croît avec l'inertie et décroît avec la raideur. L'inertie est alors la somme du moment d'inertie classique I et d'une inertie ajoutée Ia correspondant à l'accélération des particules fluides.
La raideur en rotation est égale au produit du déplacement P par la hauteur métacentrique, distance entre le centre de gravité G et le métacentre M. La période s'écrit :

### Conséquences
Le mouvement de roulis qu'il soit brusque ou lent peut entraîner des problèmes à bord : ripage de cargaison, désarrimage de véhicules, désamorçage de pompes, bris de matériel, accidents humains.
Ce mouvement perturbe l'équilibre et engendre le mal de mer chez les personnes non habituées.

### Lutte contre le roulis
Divers systèmes sont actuellement disponibles : 
- De manière générale, sur une coque qui se prête de par sa forme au roulis on rajoute de petites quilles latérales dites « quilles de roulis ». Ce sont des stabilisateurs passifs, qui ne font que freiner les mouvements de roulis. Sur les voiliers stoppés ou au mouillage, il est possible d'accrocher à la bôme un seau souple immergé juste sous la surface, ou un système mécanique jouant de la même manière le rôle d'un frein au roulis[5].
- Certains navires, les transbordeurs, paquebots, porte-conteneurs, navire de recherche, militaires (porte-avions, ravitailleurs, anti-aérien, anti-sous-marin, câbliers) possèdent des systèmes stabilisateurs actifs (ailerons anti-roulis pilotés par une centrale de stabilisation) permettant de contrer ce mouvement. Pour le confort des passagers, un paquebot comme le Queen Mary 2 possède 4 stabilisateurs repliables : chacun pèse environ 70 tonnes, mesure 2,50 mètres de corde et 6,25 mètres d'envergure, présente une surface de 15,63 m2, assure une portance positive ou négative de 1 070 kN (109 tonnes) à la vitesse de croisière, se déploie ou se rétracte en 30 secondes environ. Ce système peut réduire le roulis de 90 % mais nécessite un minimum de vitesse d'environ dix nœuds et il consomme de l'énergie.
- Il existe des navires présentant une surface de flottaison très faible, moins sensibles aux excitations en roulis : le type SWATH, (Small Waterplane Area Twin Hull). Ce genre de navire à faible stabilité passive (stabilité de forme) nécessite des stabilisateurs actifs.
- Il existe des systèmes gyroscopiques tel que le seakeeper, qui contrent le roulis en modifiant la position d'un gyroscope[6].
- Il existe aussi des stabilisateurs de navire réduisant le roulis tout en récupérant l'énergie et permettant une diminution de la consommation de carburant. Il s'agit ici d'un stabilisateur passif par mouvement de fluide[7],[8].

### Tableau de synthèse
| Axe de rotation ou de déplacement | Déplacement                                                    | Mouvement rotationnel | Mouvement rotationnel                                   | Angle                            | Schéma |
| --------------------------------- | -------------------------------------------------------------- | --- | ------------------------------------------------------- | -------------------------------- | ------ |
| x : Longitudinal                  | Cavalement (3) : Déplacement horizontal d'avant en arrière     | Roulis (6) : Oscillation latérale de bâbord à tribord (vagues, vent...)                                                             | Axe de rotation dans la plus grande longueur du bateau. | Gite / Angle de roulis           |        |
| y : Transversal                   | Embardée (2) : Déplacement horizontal latéral                  | Tangage (5) : Oscillation d'avant en arrière, la proue se relève et s'abaisse (vagues...)                                           | Axe de rotation dans la largeur du bateau               | Assiette (pas de sens en marine) |        |
| z : Vertical                      | Pilonnement (1) : Déplacement vertical de l'altitude du bateau | Lacet (4) : Oscillation sur le plan horizontal, modifiant le cap (mouvement de la barre, dérive lié au courant, au vent, vagues...) | Axe de rotation coaxiale au mât                         | Cap                              |        |

## Ferroviaire
Le roulis est le mouvement du train complexe autour de son axe de progression, désagréable pour les voyageurs, et conséquence de défauts sur la voie. Il se caractérise par des mouvements que l'on peut modéliser sur les trois axes d'un repère orthonormé dans lequel le plan horizontal en rotation sur l'axe des « x » est dénommé le tilting, le plan vertical sur l'axe des « z » le yawing et le plan horizontal sur l'axe des « y » le pitching. Ces données sont recueillies par des rames d'essai et de contrôle de l'odométrie des voies de manière régulière. C'est une déclinaison des coordonnées sphériques des angles d'Euler.

## Automobile
Le roulis est le mouvement du véhicule autour de son axe longitudinal, résultant des déformations de la route ou de l'effet de la force centrifuge en virage. La barre antiroulis permet de mitiger ce phénomène.